# Casa de François Coignet
La casa de François Coignet es un edificio construido entre 1853 y 1855 por el arquitecto Theodore Lachez y el ingeniero François Coignet en Saint-Denis, en Seine-Saint-Denis, París. Se encuentra entre la calle Charles-Michels y el boulevard de la Libération .
Es el primer edificio construido en Francia que utilizó encofrados con hormigón armado prensado. Está catalogado como monumento histórico desde 2024.

## Historia

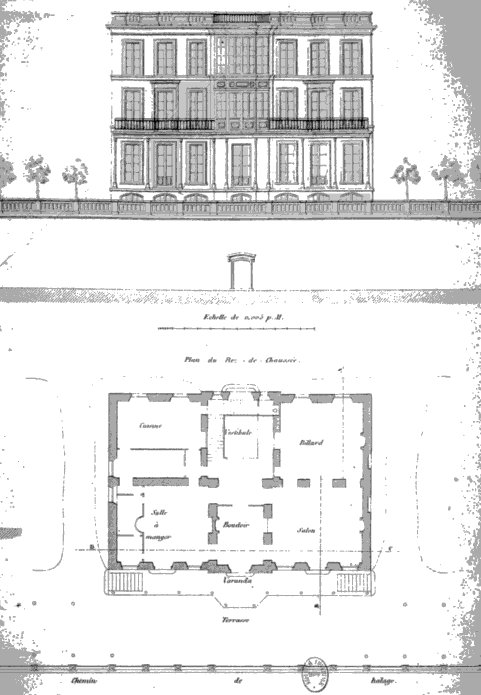
Dibujo de la casa de François Coignet (1855).

En 1851, el industrial François Coignet, dueño de una planta química, junto a sus hermanos, en Lyon, se interesó por el mercado parisino y en 1852 creó una filial de su empresa lyonesa en Saint-Denis, con patente para producir clínker. Posteriormente construyó una fábrica de cemento en el mismo lugar. Para su construcción ideó unos edificios «estilo lyonés», es decir con tapiales, pero sustituyendo la tierra amasada por un mortero de cenizas de carbón, cal y escorias mezcladas homogéneamente con agua.
En 1853, encargó al arquitecto Théodore Lachez (1807-1885) el proyecto del edificio próximo a la fábrica, construido con hormigón armado, con el fin de demostrar la eficacia de la piedra artificial como sustituto de los materiales tradicionales.
En 1855, un comité de catorce arquitectos dirigido por Henri Labrouste inspeccionó la casa, elaborando un informe que destacaba su construcción íntegra con cemento y piedra artificial, además de otros diferentes materiales de poco valor mezclados con cal y agua para hacer molduras decorativas y las cornisas que coronaban el edificio. La barandilla también se elaboró con hormigón moldeado. En marzo de ese año, Coignet había obtenido una patente denominada Béton Économique que mostraba el uso de materiales aglomerados con cemento de bajo coste.
En 1998 se incoaba su protección por el Ministerio de cultura francés en la categoría de «Monumento histórico de Francia», finalmente clasificada, mediante decreto, el 8 de febrero de 2024.

## Características
Para cimentar el edificio se realizaron zanjas verticales excavadas en el suelo. Los muros exteriores y los perpendiculares son de hormigón armado. Las dos plantas están unidas por una escalera de madera y rematadas por una terraza fabricada en hierro y hormigón que fue modificada posteriormente.
Además de la casa, se han conservado y protegido otros dos edificios: un edificio construido para los trabajadores de la fábrica contigua (demolida), así como un  edificio administrativo con techo en forma de casco de buque.